# دوغ واتكينز
دوغ واتكينز (بالإنجليزية: Doug Watkins)‏ هو عازف جاز أمريكي، ولد في 2 مارس 1934 في ديترويت في الولايات المتحدة، وتوفي في 5 فبراير 1962 في هولبروك في الولايات المتحدة بسبب حادث مرور.

## وصلات خارجية
- دوغ واتكينز على موقع ميوزك برينز (الإنجليزية)
- دوغ واتكينز على موقع أول ميوزيك (الإنجليزية)
- دوغ واتكينز على موقع ديسكوغز (الإنجليزية)